# Huỳnh Đắc Hương
Huỳnh Đắc Hương (1920 – 11 tháng 6 năm 2025) là một chính khách và sĩ quan cấp cao trong Quân đội nhân dân Việt Nam, hàm Thiếu tướng. Xuất thân từ Quảng Nam, Huỳnh Đắc Hương bắt đầu tham gia hoạt động cách mạng từ năm 1936, gia nhập Đảng Cộng sản Việt Nam năm 1942, từng tham gia các phong trào dân chủ, bị Pháp bắt giam và sau đó tham gia giành chính quyền trong Cách mạng tháng Tám tại tỉnh Quảng Nam. Sau cách mạng, Huỳnh Đắc Hương tham gia cả Chiến tranh Đông Dương và Chiến tranh Việt Nam với các vai trò như Chính ủy Trung đoàn 93 Quảng Nam, Phó Chính ủy Mặt trận Tây Nguyên, Chính ủy một số mặt trận tại Lào, Trưởng đoàn chuyên gia kiêm Chính ủy Quân tình nguyện Việt Nam tại Lào; Chính ủy Quân khu 4, Sau năm 1975, ông hai lần giữ chức Thứ trưởng Bộ Lao động Thương binh và Xã hội, một lần làm Phó Chính ủy Quân khu 2, Tổng Thư ký Hội Cựu Chiến binh Việt Nam.
Huỳnh Đắc Hương đã được Nhà nước Việt Nam và Lào tặng thưởng nhiều huân chương, trong đó có Huân chương Độc lập hạng Nhất. Tại thời điểm qua đời năm 2025, ông cũng là vị tướng lĩnh Việt Nam có tuổi thọ cao nhất.

## Thân thế và hoạt động trước Cách mạng tháng Tám
Ông sinh năm 1920, nguyên quán tại phường Cẩm Phô, thành phố Hội An, tỉnh Quảng Nam. Ông tham gia hoạt động cách mạng từ năm 1936 trong Phong trào Thanh niên Dân chủ, từng bị Pháp bắt và giam tại nhiều nơi như Cẩm Phô (Quảng Nam), Phủ Đường (Điện Bàn), nhà lao Quảng Nam, Vĩnh Điện, Trại an trí Ly Hy (Tây Thừa Thiên), nhà lao Thừa Phủ (Huế), Nhà giam Phú Bài. Ông được kết nạp vào Đảng ngày 5 tháng 1 năm 1942, chính thức từ ngày 15 tháng 3 năm 1942.
Năm 1944, ông vượt ngục nhưng không thành công. Một năm sau, Nhật đảo chính Pháp, ông vượt ngục thành công, tham gia Cách mạng tháng Tám, trở thành thành viên Ban vận động chính quyền tỉnh Quảng Nam rồi Tỉnh ủy viên Tỉnh ủy lâm thời Quảng Nam.

## Sự nghiệp

### Tham gia hai cuộc chiến tranh
Ngay sau Cách mạng tháng Tám, ông được điều vào công tác trong Quân đội, là Hiệu trưởng Trường Quân chính Quảng Nam. Đến năm 1946, ông giữ chức Chính ủy Trung đoàn 93 Quảng Nam. Thời gian sau đó, ông bắt đầu được bổ nhiệm giữ các chức vụ Cục phó Cục Tổ chức Tổng cục Chính trị, rồi Cục trưởng Cục Tổ chức Tổng cục Chính trị Quân đội Nhân dân Việt Nam, Trưởng đoàn kiểm tra tình hình Nam Lào.
Năm 1965, ông được điều động giữ chức Phó Chính ủy Mặt trận Tây Nguyên, sau đó kiêm thêm chức Chính ủy Sư đoàn Bộ binh 1, là Chính ủy đầu tiên của Sư đoàn này. Năm 1966, ông làm Phó Chính ủy Quân khu Tây Bắc, rồi Chính ủy Chiến dịch Quyết Thắng, năm 1968 ông làm Chính ủy Mặt trận Cánh đồng Chum, Lào. Một năm sau, ông được phân công làm Chính ủy Chiến dịch Toàn Thắng. Ngoài ra, ông cũng từng giữ chức Chính ủy Bộ Tư lệnh 959.
Năm 1971, ông được cử giữ chức Chính ủy Bộ Tư lệnh Mặt trận 31, 316 Quân tình nguyện Việt Nam tại Cánh đồng Chum – Xiêng Khoảng và giữ chức vụ này đến năm 1973. Từ năm 1972 đến năm 1975, ông giữ chức Tư lệnh kiêm Chính ủy Quân tình nguyện và chuyên gia Việt Nam tại Lào. Năm 1974, ông được phong quân hàm Thiếu tướng, giữ chức Chính ủy Quân khu 4.

### Sau năm 1975
Từ năm 1976 đến năm 1979, ông chuyển công tác sang làm Thứ trưởng Bộ Lao động – Thương binh và Xã hội. Năm 1979, khi Chiến tranh biên giới Việt – Trung nổ ra, ông được bổ nhiệm giữ chức Phó Chỉnh ủy Quân khu 2. Năm 1984, ông được điều động trở lại giữ chức Thứ trưởng Bộ Lao động – Thương binh và Xã hội lần thứ hai và giữ chức vụ cho đến năm 1987. Tháng 10 năm 1987, ông nghỉ hưu.
Năm 1989, khi Hội Cựu chiến binh Việt Nam được thành lập, ông được cử giữ chức Tổng Thư ký tổ chức này. Ngoài ra, ông cũng là Trưởng Ban Liên lạc Toàn quốc Cựu Quân tình nguyện và Chuyên gia quân sự Việt Nam giúp Lào, Trưởng ban liên lạc chiến sĩ cách mạng bị địch bắt, tù đày thành phố Hà Nội.

## Cuối đời và an nghỉ
Ngày 20 tháng 1 năm 2025, ông được trao huy hiệu 85 năm tuổi Đảng.
Ông qua đời lúc 14 giờ 30 phút ngày 11 tháng 6 năm 2025 tại Hà Nội. Lễ tang ông được tổ chức ngày 17 tháng 6 năm 2025 và an táng cùng ngày tại Nghĩa trang Mai Dịch, Hà Nội. Tại thời điểm qua đời, ông là vị tướng hưởng thọ cao tuổi nhất của Quân đội Nhân dân Việt Nam.

## Khen thưởng
Trong quá trình hoạt động, Huỳnh Đắc Hương đã được Nhà nước Việt Nam, Lào tặng thưởng những huân, huy chương sau:
- Huân chương Độc lập hạng Nhất (2 lần)
- Huân chương Quân công hạng Nhất
- Huân chương Chiến công hạng Nhất (2 lần)
- Huân chương Chiến thắng hạng Nhất (2 lần)
- Huân chương Kháng chiến chống Mỹ cứu nước hạng Nhất
- Huy hiệu 85 năm tuổi Đảng
- Huân chương Itxala hạng Nhất (2 lần)
- Huân chương Lao động hạng Ba của Cộng hòa dân chủ nhân dân Lào
- Huân chương Tự do hạng Nhất của Cộng hòa dân chủ nhân dân Lào